# 许建新
许建新（1960年—）是一位新加坡华人电子工程师和计算机科学家。

## 生平
1982年获得浙江大学电机系学士学位，同年留学日本，1986年获得东京大学硕士学位，1989年获得博士学位。毕业后进入日立製作所研究所，之后进入俄亥俄大学继续博士后工作和耶鲁大学访问学者，1991年加入新加坡国立大学担任电气与计算机系教授。

## 荣誉
2012年被选为美国电气电子工程师学会会士。